# Aurélien Collin
Aurélien Collin (Enghien-les-Bains, 8 marzo 1986) è un ex calciatore francese, di ruolo difensore.

## Palmarès

### Competizioni Nazionali

#### Club
- Campionato MLS: 1

Sporting KC: 2013
- MLS Supporters' Shield: 2

New York Red Bulls: 2018
Philadelphia Union: 2020